# Newton House (North Uist)
Newton House ist ein ehemaliger Jagdsitz auf der schottischen Hebrideninsel North Uist. 1985 wurde das Gebäude in die schottischen Denkmallisten in der Kategorie C aufgenommen.

## Geschichte
Newton House wurde im frühen bis mittleren 19. Jahrhundert als Jagdsitz errichtet. Möglicherweise steht die Errichtung in Verbindung mit John Powlett Orde, welcher die Insel 1855 erwarb und ihr Potential als Jagdgebiet für reiche Touristen sah. Später wurde an der Ostseite ein Anbau ergänzt. Newton House wurde zu einem Hotel umgenutzt, steht jedoch mittlerweile nicht mehr als solches zur Verfügung.
2006 wurde direkt angrenzend ein Souterrain gefunden. Dieser steht möglicherweise in Verbindung mit einer 0,25 Hektar umfassenden prähistorischen Siedlung am Standort.

## Beschreibung
Newton House steht nahe der Nordküste von North Uist in der kleinen Streusiedlung Newton. Das zweistöckige Gebäude ist aus Feldstein aufgemauert und äußerlich mit Kalk geweißt. Seine nordwestexponierte Hauptfassade ist drei Achsen weit. Mittig tritt ein kleiner Vorbau mit Walmdach heraus, an dessen Innenseite sich die Eingangstür befindet. Nach Westen weist ein zwölfteiliges Sprossenfenster. Das Satteldach ist mit zwei kleinen Dachgauben und giebelständigen Kaminen ausgeführt. Es ist mit Schindeln aus Kunststoff und Asbest eingedeckt, die Schieferschindeln imitieren. Rückwärtig gehen zwei Kreuzgiebel und ein flacher Anbau ab. Zu Newton House gehören die Reste eines umfriedeten Gartens, der einst vorgeblich der schönste auf North Uist gewesen sein soll.